# Szani Roland
Szani Roland rádiós műsorvezető. Dolgozott a Danubius Rádióban. Középiskolásként színésznek készült ugyanott, a debreceni Ady Endre Gimnáziumban, ahol Gubás Gabi, Schell Judit és Kálloy Molnár Péter. A Kossuth Lajos Tudományegyetemen történelmet tanult egy évig, a Debreceni Egyetem Állam- és Jogtudományi Karán folytatta tanulmányait jogi szakos hallgatóként.
Történelem szakosként egy közösségi rádiónál, az egyetem pincéjében berendezett Szóla Rádiónál kezdett. Bekerült a debreceni Rádió 1-be, de nem kapott állást. A hajdúszoboszlói Aqua Rádió következett. Ezután ismét a megújult Rádió 1-nél dolgozott. A debreceni városi televíziónál kapott munkát: hetente jelentkező, zenés kívánságműsort vezetett. Majd újra az Aqua Rádióhoz került, amely Hajdúszoboszló mellett Debrecenben is üzemeltetett egy rádiófrekvenciát. Jáksó Lászlóval készített interjút, ezután ment a Danubius Rádióhoz. 
A Sláger FM-en futó Sláger Kult egykori műsorvezetője. 2018. június 11-étől 2022-ig ő volt a veszprémi Méz Rádió Szieszta, valamint az egykori Sportrádióban hallható Sportközben műsorvezetője volt a rádió 2024-es megszűnéséig. Régebben a Petőfi Rádióban hallható Kultúrfitnesz műsorvezetője. Most pedig a Petőfi rádió kultúr fitnesz nevű műsor vezetője.